# عکس‌گفتار
عکس‌گفتار (به انگلیسی: Photovoice) روشی است که عمدتاً در رشتهٔ توسعهٔ اجتماعی، بهداشت عمومی، و آموزش و پرورش استفاده می‌شود که عکاسی را با کنش اجتماعی مردمی ترکیب می‌کند. در این روش از شرکت‌کنندگان خواسته می‌شود بر اساس دیدگاه شخصی‌شان یا به نمایندگی از جامعهٔ خود عکاسی کنند و در مورد عکس‌ها بحث کنند، و روایات مربوط به عکس‌های خود را گسترش دهند، و با کمک‌رسانی یا دیگر اعمال انسانی جامعهٔ خود را یاری دهند. این روش اغلب در میان مردم به حاشیه رانده شده استفاده می‌شود، و به عنوان روشی در نظر گرفته می‌شود تا به ما بینش دهد آن‌ها چگونه شرایطی دارند و امیدشان به آینده را مفهوم سازی کنند. عکس‌گفتار تلاش می‌کند از زندگی کسانی که به‌طور سنتی متفاوت از میانگین تصورشده (کلیشه‌های) دنیا هستند برای کسانی که در فرایند سیاست‌گذاری قرار دارند، چشم‌اندازی ایجاد کند. عکس‌گفتار همچنین پاسخی به مسائل مطرح شده در طول تاریخ از بازنمایی جوامع بشری است.